# Yodel It!
Yodel It är en låt framförd av den rumänska artisterna Ilinca och Alex Florea. Låten är skriven och producerad av Mihai Alexandru och Alexa Niculae . Låten representerade Rumänien i finalen av Eurovision Song Contest 2017, och slutade på 7:e plats med 282 poäng. Det var Rumäniens bästa placering sedan 2010.